# Kandža
Kandža ili pandža (lat Unguicula) je savijena rožnata izraslina na prstima ekstremiteta kralježnjaka, kao što su vodozemci, gmazovi, ptice i mnogi sisavci. One su homologne noktima kod ljudi i čovjekolikih majmuna, kao i kopitima i papcima kod kopitara.
Analogni organ kod beskralješnjaka su isto kandže. 

## Sisavci
Koštana podloga kandže je distalni članak (Phalanx distalis) prsta, koji se naziva i Os unguiculare. Na granici prema normalnoj koži je uz " korijen" kandže duboko uvučen žljeb (Vallum). U tom udubljenju koža ima vrlo fine runje čija epiderma tvori glavni dio stijenke kandže. Na stijenkama kože su najfiniji listići koji osiguravaju "sidrenje" korijena kandže. Na mali okruglasti jastučić s donje strane je prevučen mekom rožnatom tvari.
Kod mačaka su kandže uglavnom uvučene u kožne nabore. Jedna elastična tetiva (Ligamentum dorsale longum) drži kandžu pasivno uvučenom. Pomoćna tetiva (Ligamentum dorsale breve) drži kandžu postrano uz srednji članak. Povlačenjem donje tetive kandže se izvlače iz kožnih nabora. Zahvaljujući tom mehanizmu mačje kandže se kod hodanja ne troše, i zadržavaju oštrinu. Osim toga, uklanjanjem postranih površinskih slojeva rožnate stijenke kandže one ih neprekidno ponovo oštre. 
Nasuprot tome, drugi sisavci s kandžama ih ne mogu uvući, pa se pri hodanju troše. Mnoge domaće životinje nemaju uvjete da dovoljno troše svoje kandže, pa njihov rast premašuje tošenje. Zbog toga često postoji potreba da im se kandže skraćuju.

## Ptice
Većina ptica ima kandže samo na nožnim prstima. Od recentnih ptica još jedino nojevke (npr. nojevi i emui) imaju kandže i na završecima  "prstiju" na krilima. 
Ptice koriste svoje kandže pri slijetanju i da bi se držale za grane drveća. Ptice grabljivice svoje kandže koriste prije svega za hvatanje, držanje i ubijanje plijena. 
I kod ukrasnih ptica je također, radi nedovoljnog trošenja, često neophodno redovno podrezivanje kandžica.

## Porijeklo riječi
Za kandžu se u hrvatskom također koristi riječ pandža, koja je povijesno izvedena iz nje. Iako su službeno te riječi sinonimi, postoje nijanse u primjeni - "kandža" se češće koristi za ptice, a "pandža" za životinje (i ljude, pa odatle prezime Pandžić).
Potrebno je malo objasniti porijeklo riječi kandža. To je europski turcizam grčkog podrijetla. Do nas je došao preko talijanskog gancio, zapravo mletačkog ganzo, pa se tako u hrvatskim obalnim krajevima dugo govorilo "ganac". Izvorna turska riječ kanca (čita se "kandža") znači "željezna kuka".